# Westfront 1918
Westfront 1918 – Vier von der Infanterie ist ein deutscher Antikriegsfilm von G.W. Pabst aus dem Jahr 1930.

## Handlung
Frankreich 1918. In den letzten Monaten des Ersten Weltkriegs verbringen vier Infanteristen – der Bayer, der Student, Karl und der Leutnant – ein paar Ruhetage hinter der Front. Dabei verliebt sich der Student in das französische Bauernmädchen Yvette. Wieder an der Front, erleiden die vier aufs Neue den Kriegsalltag mit Entbehrungen, Schmutz und Todesgefahr. Der Bayer, Karl und der Leutnant werden verschüttet, der Student gräbt sie aus. Später geraten sie irrtümlich unter den Beschuss eigener Artillerie, und wieder rettet sie der Student: Als Meldegänger riskiert er sein Leben, um die Einstellung des Feuers zu erwirken.
Karl erhält Urlaub in die hungernde Heimat und erwischt prompt seine Frau im Bett mit einem Metzgergesellen. Verbittert und unversöhnt kehrt er an die Front zurück. In seiner Abwesenheit wurde der Student im Nahkampf erstochen. Im Schlamm eines Granattrichters liegt noch seine Leiche, nur eine Hand ragt heraus. Eine feindliche Offensive kündigt sich an. Schließlich bricht der von Panzern unterstützte Großangriff französischer Infanterie über die dünnen deutschen Linien herein. Bei der Abwehr des Ansturms werden Karl und der Bayer schwer verwundet, die übrigen Angehörigen der Gruppe fallen. Der Leutnant hat einen Nervenzusammenbruch und fällt in geistige Umnachtung. Pausenlos „Hurra“ schreiend, salutiert er einem Leichenhaufen. Er wird ins Feldlazarett eingeliefert, ebenso wie Karl und der Bayer. Im Fieber sieht Karl noch einmal seine Frau und stirbt mit den Worten „Alle sind wir schuld!“. Man deckt ihn zu, aber seine Hand hängt seitlich heraus. Ein neben ihm liegender französischer Verwundeter nimmt sie in die seine und sagt: „Feinde – nein – Kameraden.“ Die Schlusseinblendung „Ende“ ist mit einem Fragezeichen und einem Ausrufezeichen versehen.

## Hintergründe

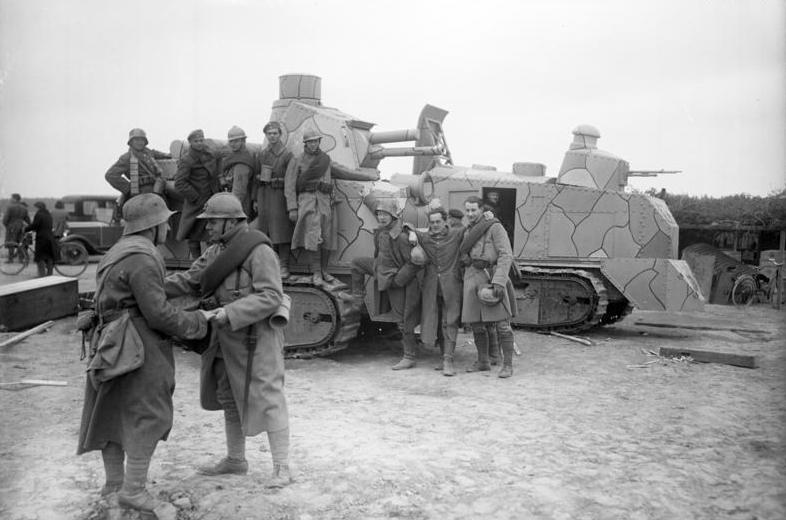
Dreharbeiten zu Westfront 1918

Um 1930 hatten in Deutschland Kriegsfilme Hochkonjunktur. Eine der wenigen Ausnahmen bildete der bei Nero-Film produzierte Westfront 1918, der 7 Monate vor dem amerikanischen Antikriegsfilm Im Westen nichts Neues am 23. Mai 1930 in Berlin Premiere hatte. Das Drehbuch beruht auf dem Roman Vier von der Infanterie von Ernst Johannsen. Die Bauten stammen von Ernő Metzner.
Stilistisch erreicht der Film einen erstaunlich hohen Grad an Realismus, vor allem in den Graben- und Kampfszenen. Die Monotonie des Sterbens verstärkt noch den beklemmenden Eindruck von Authentizität. Daneben stehen „kleine“ stille Szenen, etwa wenn der Student quasi nebenher beobachtet, wie in einer Feldschreinerei am Fließband Grabkreuze angefertigt werden, oder wie Karls Mutter nicht ihren Platz in der Lebensmittelschlange verlassen will, wenn sie ihren Sohn wiedersieht.
Pabst wollte aber mehr als nur Realismus: „Ich ein Realist? Von meinem allerersten Film an habe ich realistische Themen gewählt, aber mit der Intention, resolut ein Stilist zu sein. ... Realismus muss ein Trampolin sein, von dem aus man immer höher springt; in sich hat er keinen Wert. Es geht darum, die Realität zu überwinden. Realismus ist ein Mittel, kein Ziel“. (zit. in: Bandmann/Hembus, S. 21). So verdeutlichen nicht die Kampfszenen, sondern die individuellen Schicksale der vier Soldaten Pabsts eigentliche pazifistische Aussage: Den Glauben an die Kraft der internationalen Solidarität der einfachen Menschen.
1933 wurde der Film verboten, weil er „eine ganz einseitige und deshalb unwahre Darstellung vom Krieg“ zeige und das „lebenswichtige Interesse des Staates, den Wehrwillen des Volkes aufrecht zu erhalten und zu stärken“ gefährden würde (Text des Verbotsantrags im Deutschen Filminstitut).
Im deutschen Fernsehen war der Film erstmals am 19. Dezember 1970 um 23.05 Uhr im ZDF zu sehen.

## Kritiken
- „Neben allem, allem, was ich im Winter sah, ging ein Tonfilm dieser Tage mir am tiefsten: weil er das Gesicht des Krieges für Nichtteilnehmer am rüdesten entblößt. Der Eindruck übertäubt Wochen, Monate. Man sollte das an jedem Neujahrstag vorführen, einmal an jedem Jahresbeginn; in jedem Dorf, in jeder Schule; von Amts wegen, durch Gesetz. Was sind Theaterstücke?“ (Alfred Kerr im Berliner Tageblatt 1930, zit. in: Bandmann/Hembus, S. 19)
- „Dem Drang zur wahrheitsgetreuen Wiedergabe des Grauens, der hier obwaltet, entwachsen zwei Szenen, die schon beinahe die Grenze des Aussagbaren überschreiten. Die eine: ein Einzelkampf endet damit, dass ein Infanterist vor aller Augen im Sumpf erstickt wird. (Daß man später noch eine Totenhand aus dem brodelnden Schlamm herausragen sieht, ist überflüssige Effekthascherei.) Die andere: das Frontlazarett in der Kirche mit Verstümmelten, Schwestern und Ärzten, die vor Erschöpfung kaum noch ihr Handwerk weiter betreiben können. Es ist, als seien mittelalterliche Marterbilder lebendig geworden“. (Siegfried Kracauer in der Frankfurter Zeitung 1930, zit. in: Bandmann/Hembus, S. 21)
- „»Westfront 1918« ist der einzige den Krieg denunzierende Film, der der Armee jede Gefälligkeit verweigert – in dieser Hinsicht ist es ein reineres Werk als das von Milestone (gar nicht zu reden von dem entmutigenden Komplizentum mit dem idealen Soldaten, die man in den französischen Filmen dieser Zeit immer wieder antrifft)“. (Roger Boussinot: L'Encyclopédie du Cinema. Paris 1967)
- „Der Kriegsfilm »Westfront 1918« ... verweigert sich ... noch der heimlichsten Verklärung des Krieges zur Stätte »menschlicher Bewährung«. Er erscheint als die Perfektion des Grauens, die er ist. Für vier Infanteristen zerbricht nach und nach der Sinnzusammenhang, in den für sie zunächst auch der Krieg noch einzuordnen war. Erscheinen sie anfangs noch als Handelnde, so gewinnt dann die anonyme Macht des Krieges immer mehr Gewalt über sie, bis ihre Identität völlig zerfällt: im Wahnsinn oder in einem absurden Tod. ... In kunstlosen, langsamen und ungleichmäßigen Fahrten tastet die Kamera das Schlachtfeld ab und enthüllt im epischen Nacheinander das Grauen. Dessen politische Ursache bleibt freilich außerhalb des Gesichtskreises der Kamera.“ (Ulrich Gregor, Enno Patalas: Geschichte des Films. 1895–1939. Band 1. Reinbek 1976, S. 141)
- „Vor allem die grobschlächtige Inszenierung und Darstellung der heimatlichen Familiendramen und die sentimentale Beschwörung einer universalen Brüderschaft stören empfindlich in einem Film, der ... durch seinen harten Realismus beeindruckt, mit dem er die Monotonie und die Schrecken des Grabenkrieges aus deutscher Sicht schildert.“ (Liz-Anne Bawden (Hrsg.): rororo Filmlexikon. Band 3. Reinbek 1978, S. 761f.)
- „Mit »Westfront 1918« haben wir den ersten der drei Tonfilme vor uns, mit denen G.W. Pabst ... seine im Stummfilm glanzvoll begonnene Karriere ... krönte, ehe er in die Mittelmäßigkeit und den Opportunismus verfiel.“ (Bandmann/Hembus, S. 19)